# Anthomyia quinquemaculata
Anthomyia quinquemaculata este o specie de muște din genul Anthomyia, familia Anthomyiidae, descrisă de Macquart în anul 1839. Conform Catalogue of Life specia Anthomyia quinquemaculata nu are subspecii cunoscute.

## Galerie

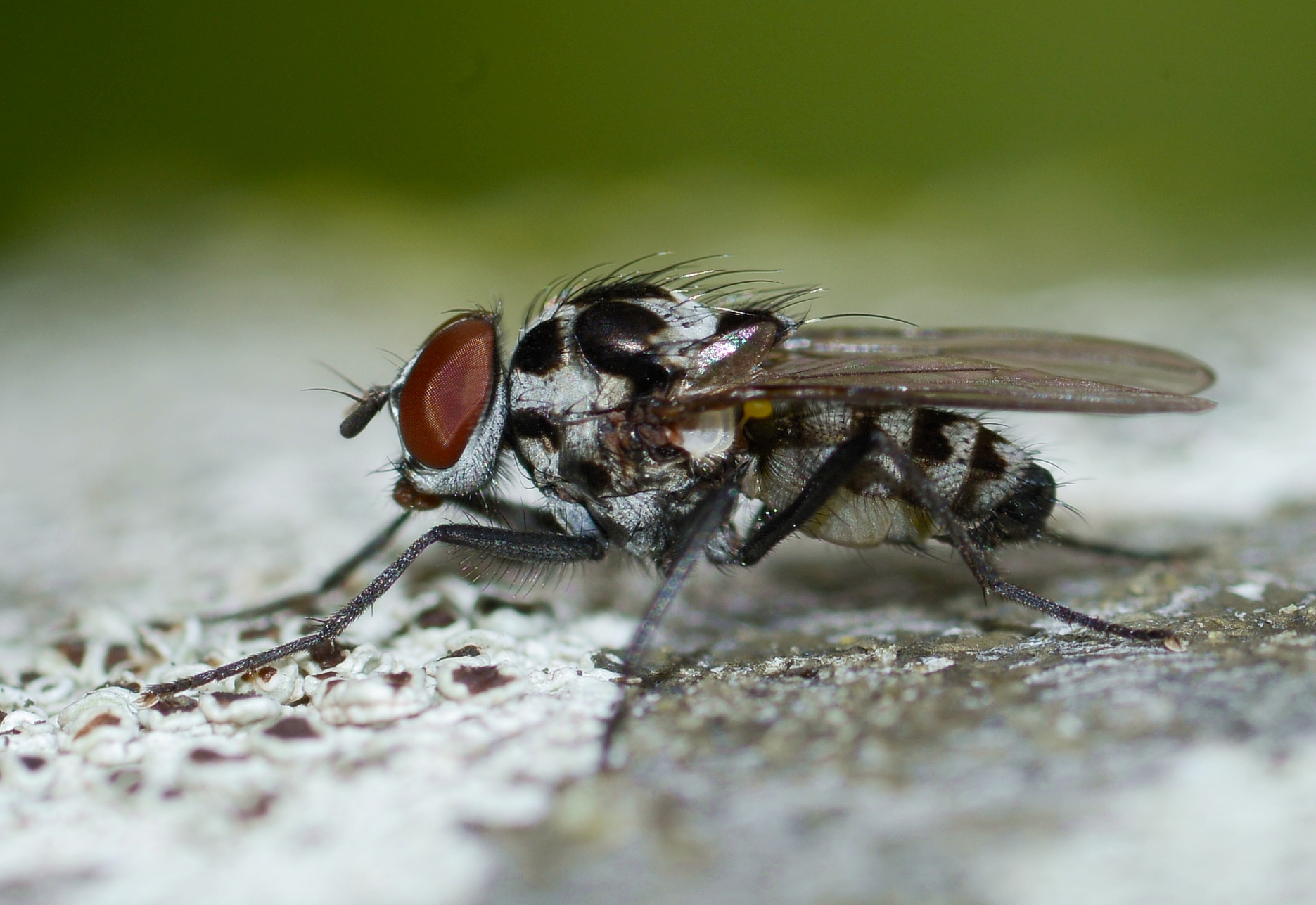